# Rath (Indien)
Rath (Hindi राठ Rа̄th) ist eine Stadt im indischen Bundesstaat Uttar Pradesh. Sie liegt innerhalb der Region Bundelkhand.
Die Stadt ist Teil des Distrikts Hamirpur. Rath liegt ca. 148 km von Uttar Pradeshs Hauptstadt Lucknow entfernt. Rath hat den Status eines Nagar Palika Parishad. Die Stadt ist in 25 Wards gegliedert. Sie hatte am Stichtag der Volkszählung 2011 65.056 Einwohner, von denen 34.571 Männer und 30.485 Frauen waren.